# Bandido (tauromaquia)

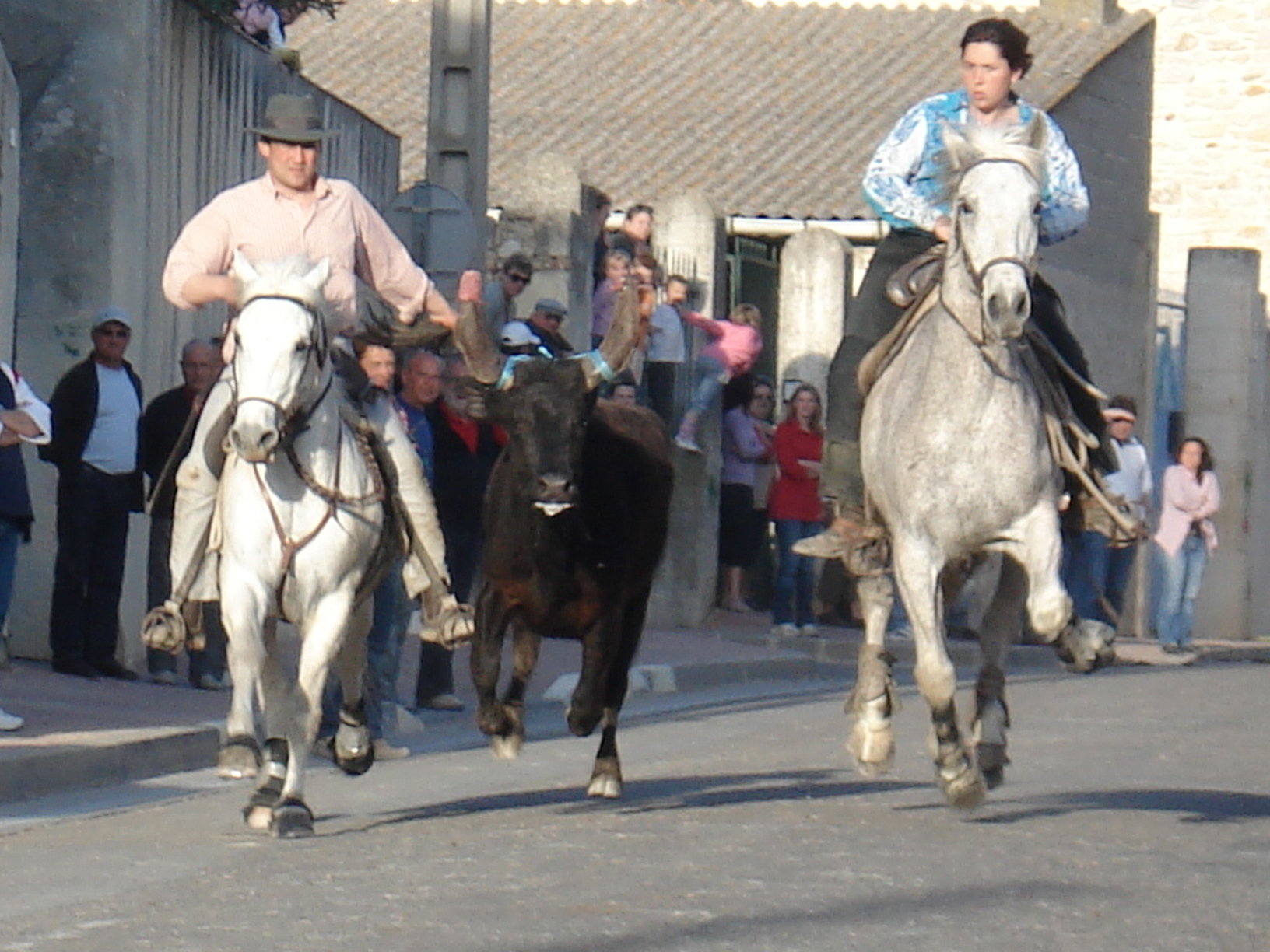
Bandido a Beauvoisin.

Bandido es una palabra provenzal (del provenzal bandir o fòrabandir, "expulsar" los toros) que originalmente significaba el regreso de los toros de la plaza de toros a los pastos; es decir define el trayecto opuesto al abrivado.
Desde el siglo XX, este término se ha utilizado para describir una tradición taurina provenzal y del Languedoc que consiste en conducir a los astados desde la plaza de toros hasta la pradería por las calles de un determinado municipio.

## Orígenes
La bandido era lo contrario del abrivado: una vez terminada la carrera hacia la plaza de toros, los toros eran llevados por los gardianes a sus pastos tomando el camino opuesto; es decir, desde la plaza de toros hasta la pradera. Como en el caso del abrivado, a veces los jóvenes del pueblo trataban de escapar de los toros por diversión.

## Hoy en día

### Bandido

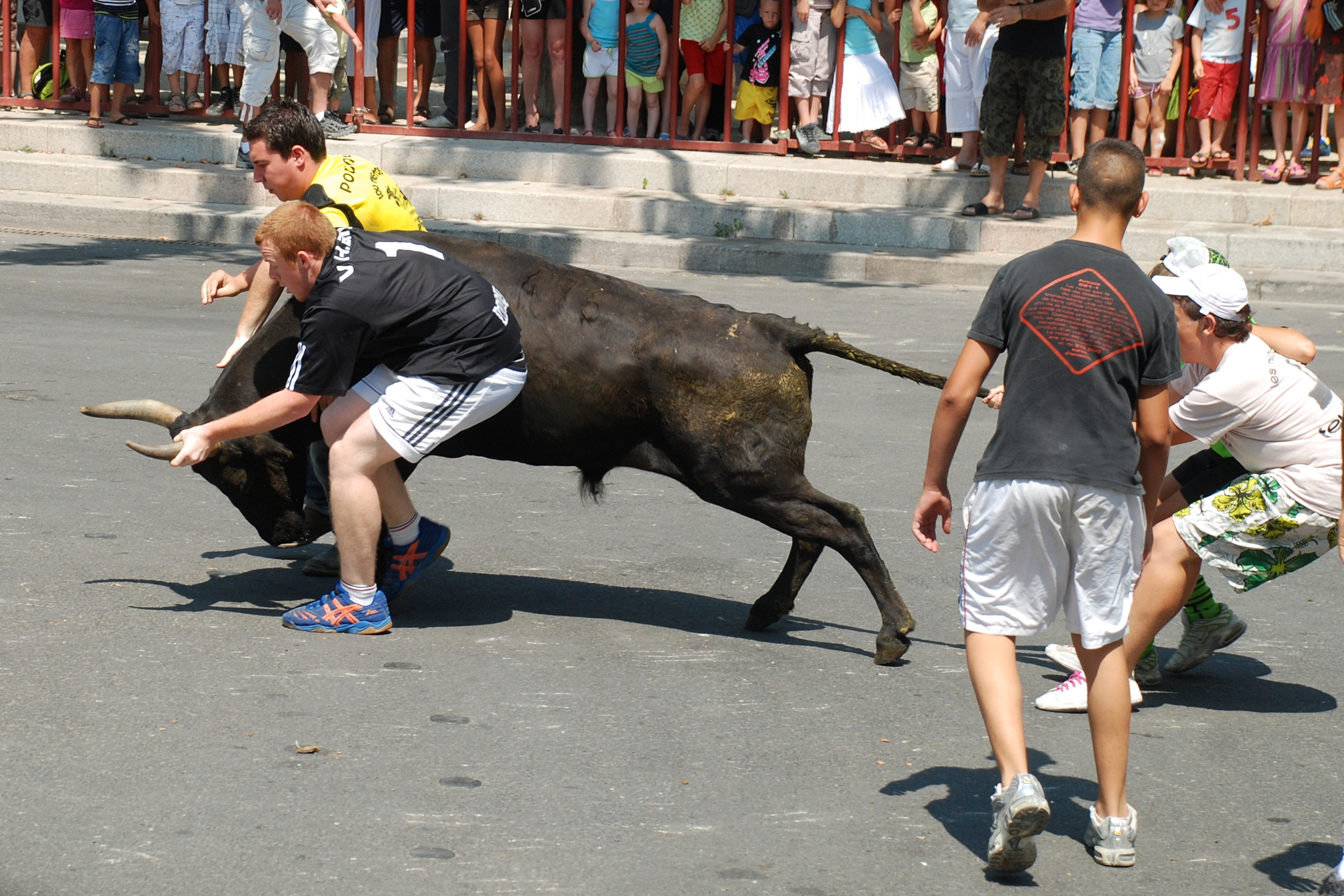
Attrapaïre en acción durante la abrivado-bandido de Calvisson.

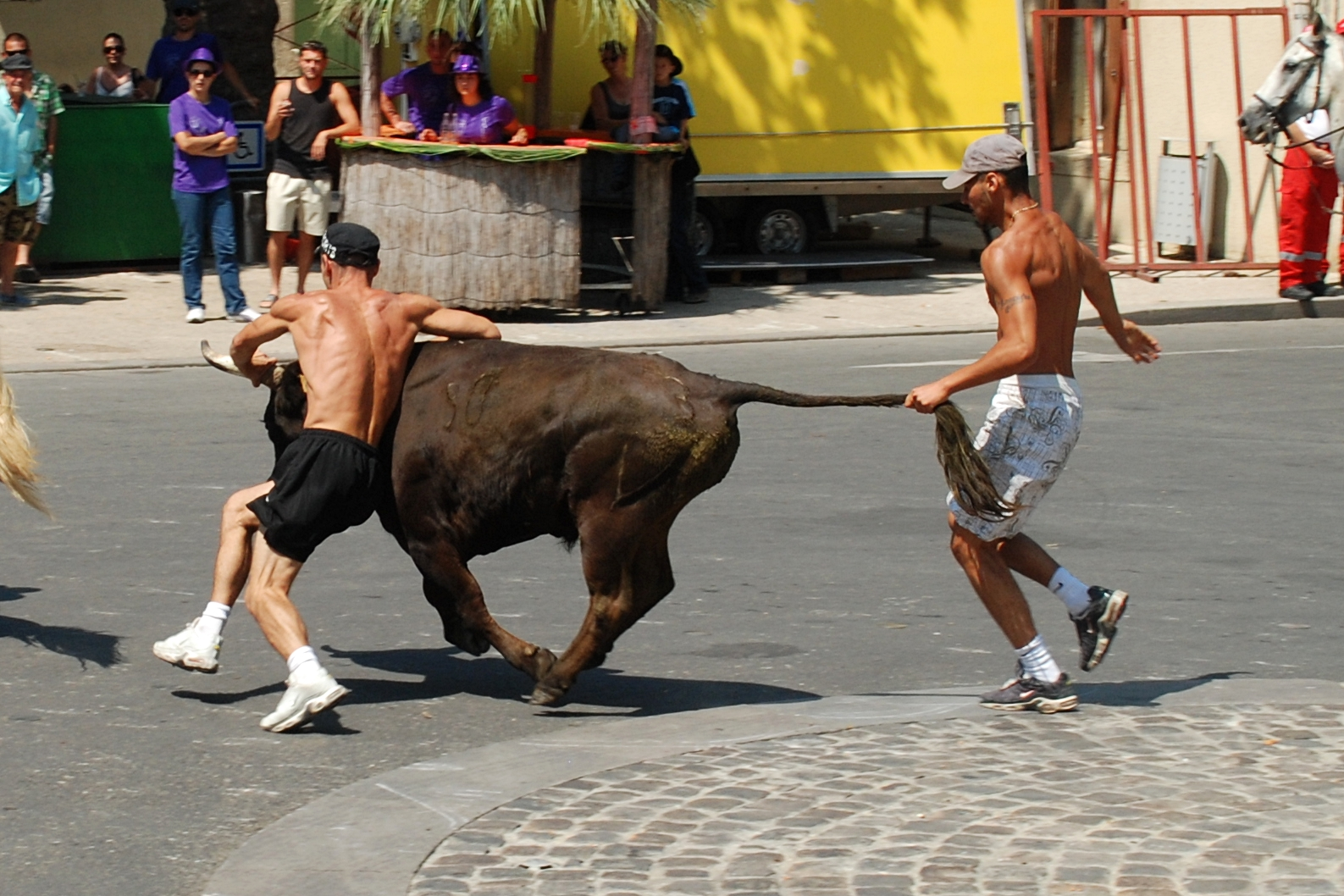
Attrapaïre en acción durante la abrivado-bandido de Calvisson.

Hoy en día tanto la bandido como el abrivado han sustituido al toro de cuerda como festejo popular taurino en el departamento de Gard. En los pueblos del Languedoc de Marsillargues y Saint-Laurent-d'Aigouze, los encierros tienen lugar los domingos por la tarde, alrededor de las 18 horas, en calles delimitadas por altas barreras; siendo el recorrido de la bandido más pequeño que el del abrivado.
Normalmente el festejo cuenta con varios pasajes. Los toros pasan una vez por su cuenta, cada uno enmarcado al galope por 2 o 3 jinetes. A continuación, suelen pasar dos veces en pareja, con más jinetes y, finalmente, de 4 en 4. En ocasiones la manada gratifica al público con un pasaje "a la antigua", es decir, que todos los toros son conducidos por uno o dos jinetes a todo galope.
En esta modalidad de festejo, los "attrapaïres" intentan atrapar los toros por detrás agarrándolos por el rabo y los cuernos. A veces se organizan concursos para atrapar los toros, de modo que el que atrape más toros gana un premio, que generalmente consiste en una compensación pecuniaria.

### Abrivado-bandido
A diferencia del abrivado, que tiene lugar alrededor de las 11 de la mañana, la bandido se realiza generalmente por la noche.

Sin embargo, hay ocasiones que la bandido tiene lugar al final de la mañana en un espectáculo combinado denominado abrivado-bandido: la bandido designa entonces el viaje de vuelta al final del cual los toros regresan al camión, que bloquea el final de la calle.

## Ortografía y pronunciación
Bandido es una palabra femenina y, como todas las palabras provenzales, invariable en el plural. Como en la mayoría de las lenguas románicas, el acento tónico debe ponerse en la penúltima sílaba (bandido) y no en la última como en el francés. Como resultado, la lenta pronunciación de la "o" al final de palabra, en provenzal, es prácticamente la de una vocal muda.